# Cimetière militaire allemand de Billy-Montigny
Le cimetière militaire allemand de Billy-Montigny (Deutscher Soldatenfriedhof Billy-Montigny) est un cimetière militaire de la Première Guerre mondiale situé sur le territoire de la commune de Billy-Montigny, Pas-de-Calais.

## Localisation
Le vaste cimetière militaire allemand de Billy-Montigny est situé aux abords du cimetière communal, par lequel il est possible d'y accéder ; il  possède sa propre entrée au niveau du 33 rue de l'Égalité.

## Historique
Occupé dès la fin août 1914 par les troupes allemandes, le secteur de Billy-Montigny est resté dans la zone des combats jusqu'en septembre 1918 lorsque ces villes ont été reprises par les troupes britanniques. Le cimetière militaire allemand de Billy-Montigny a été créé en juin 1915 par les troupes allemandes. Plus de 800 victimes tombées lors des combats meurtriers de la Bataille de l'Artois (Lorettoschlacht en allemand) du 9 mai au 25 juin 1915 furent inhumés dans ce cimetière et autant à la suite des batailles du printemps 1916.
Pendant l'entre-deux guerres, ce cimetière a été délaissé et ce n'est qu'en 1966, après la conclusion de l'accord franco-allemand sur les sépultures de guerre, que le Volksbund Deutsche Kriegsgräberfürsorge a procédé à la conception définitive du cimetière et, en 1977, au remplacement des anciennes croix de bois provisoires par des croix en pierre comportant les noms les noms et dates de ceux qui reposent ici.

## Caractéristique
Ce vaste cimetière de plan rectangulaire de 300 m de long sur 90 m de large est agrémenté de nombreux arbres. Il comporte les tombes de 2 511 soldats allemands dont 78 ne sont pas identifiés.

## Sépultures
| Pays      | Sépultures |
| --------- | ---------- |
| Allemagne | 2 511      |

## Pour approfondir